# Ongevlekt rietkapoentje
Het ongevlekt rietkapoentje (Coccidula rufa) is een kever uit de familie van de lieveheersbeestjes (Coccinellidae).
De imago wordt 2,5 tot 3 mm lang en is oranje- tot bruinrood, met soms een zwarte vlek achter het halsschild of achter op de dekschilden. Het dier is langwerpig, en de randen van de schilden lopen evenwijdig. Het is te vinden in het riet, maar ook op andere waterplanten en zelfs in bomen en struiken. Het leeft van bladluizen van riet.
De soort komt verspreid voor in Europa en Azië.